# Neoconocephalus aduncus
Neoconocephalus aduncus is een rechtvleugelig insect uit de familie sabelsprinkhanen (Tettigoniidae). De wetenschappelijke naam van deze soort is voor het eerst geldig gepubliceerd in 1878 door Scudder.